# 毛焦里·贝拉
毛焦里·贝拉（匈牙利語：Magyari Béla，1949年—2018年）是匈牙利空軍上校。

## 经历
1949年出生于基什孔費萊吉哈佐。1978年1月作为国际宇航员计划最终入选的4人进入苏联能源科研生产联合公司。3月被确定为法尔卡什·拜尔陶隆的替补，一起接受了航天训练。1980年，法尔卡什成功完成太空任务。由于名额有限，毛焦里最后没能前往太空。
1986年，他从布達佩斯科技經濟大學毕业，之后成为航天工程师。晚年担任匈牙利航天协会会长，同时为匈牙利空间局工作。2018年4月23日去世，安葬于布达佩斯凯赖派希公墓。